# Solakova Kula
Solakova Kula (en cyrillique : Солакова Кула) est un village de Bosnie-Herzégovine. Il est situé dans la municipalité de Konjic, dans le canton d'Herzégovine-Neretva et dans la fédération de Bosnie-et-Herzégovine. Selon les premiers résultats du recensement bosnien de 2013, il compte 42 habitants.

## Démographie

### Évolution historique de la population
| 1948 | 1953 | 1961 | 1971 | 1981 | 1991 | 2013 |
| ---- | ---- | ---- | ---- | ---- | ---- | ---- |
| -    | -    | 226  | 236  | 228  | 186  | 42   |

|  |

### Communauté locale
En 1991, la communauté locale de Solakova Kula comptait 671 habitants, répartis de la manière suivante :